# Larrea
Pour les articles homonymes, voir Larrea (homonymie).
Genre
Classification phylogénétique
Larrea  est un genre de plantes de la famille des Zygophyllaceae. Il est composé de 5 espèces d'arbustes à feuillage persistant, originaires du continent américain. Le nom de genre honore le scientifique espagnol Juan Antonio Hernández Pérez de Larrea.
L'espèce la plus connue est le créosotier (L. tridentata) répandue dans le Sud des États-Unis et dans le Nord du Mexique.
Les espèces originaires d'Amérique du Sud sont appelées localement jarilla.

## Espèces
- Larrea ameghinoi
- Larrea cuneifolia
- Larrea divaricata
- Larrea nitida
- Larrea tridentata (créosotier)